# علیرضا فخاری
علیرضا فخاری نظامی، سیاستمدار و مدیر اجرایی ایرانی است که سمت استاندار تهران را در دولت سیزدهم از آبان ۱۴۰۱ تا مهر ۱۴۰۳ برعهده داشت.
او از مقامات ارشد سپاه پاسداران است که تا زمستان ۱۴۰۰ معاون هماهنگ‌کننده قرارگاه سازندگی خاتم‌الانبیا بود. او تا پیش از این سمت‌هایی چون معاون وزیر راه و شهرسازی و رئیس سازمان ملی زمین و مسکن،  معاون استاندار تهران، مدیرعامل سازمان املاک و مستغلات شهرداری تهران، عضو هیئت مدیره شرکت راهسازی و عمران ایران، مشاور وزیر نفت و فرمانداری شهرستان دماوند نیز بوده‌است.
فخاری در اوایل دوره ریاست جمهوری حسن روحانی گفته بود «هیچ‌کس نمی‌تواند ناجی نظام و کشور باشد الا خود بسیج و تفکر بسیجی».